# فیلم‌برداری سینمایی

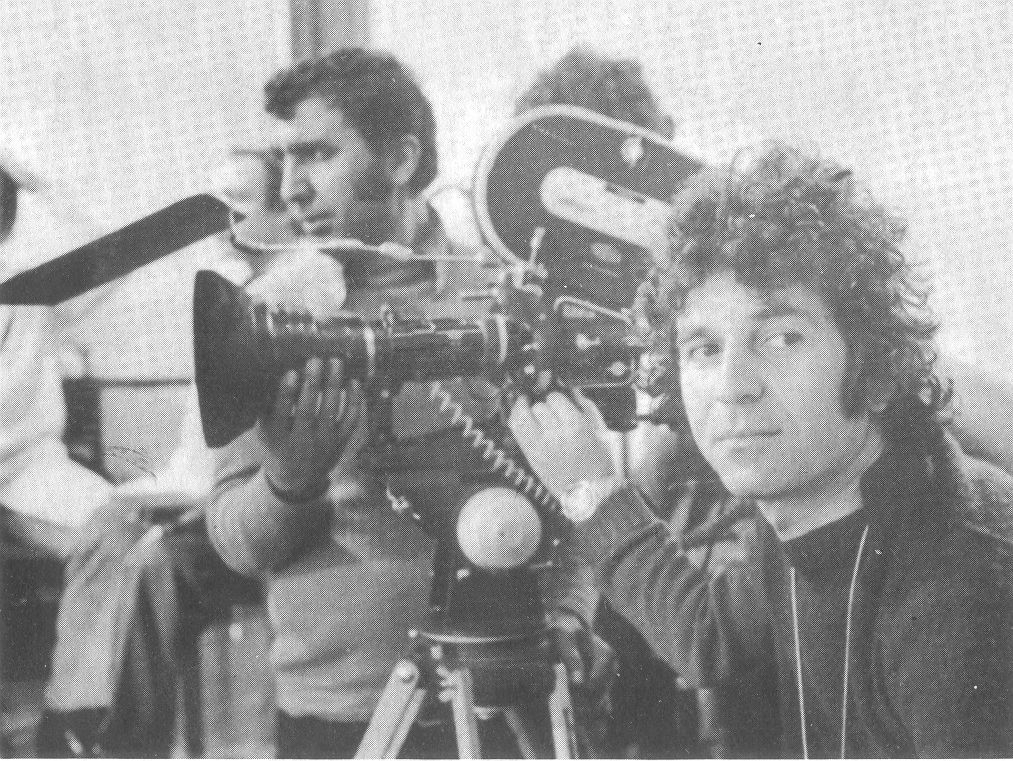
گروه فیلم‌برداری فیلم دایرهٔ مینا در کنار داریوش مهرجویی

فیلم‌برداری سینمایی (به انگلیسی: Cinematography) مهم‌ترین مرحلهٔ تولید فیلم است. این مرحله به ویژه با مهم‌ترین ابزار و وسایل فیلم‌سازی، یعنی دوربین و متعلقات آن، انواع نورافکن‌ها و غیره سروکار دارد. در این مرحله افزون‌بر فیلم‌برداری، نورپردازی، کارگردانی، صدابرداری، بازیگری و برخی جلوه‌های ویژه، نیز هم‌زمان انجام می‌شوند. پیش از اینکه وارد این مرحله شویم، باید صحنه کاملاً آماده باشد و بازیگران نیز برای ایفای نقش حاضر باشند.

## ریشه‌شناسی
واژه سینِماتوگرافی، از دو واژهٔ یونانی باستان κίνημα، kìnema که به معنای «جنبش» در فارسی است و γράφειν، Gràphein که می‌شود «نوشتن، نگاشتن» ترکیب این دو واژه سینِماتیک (کوتاه‌شده: سینماتو) و گرافی می‌شود سینماتوگرافی یا در فارسی سینماتیک‌نگاری یا جنبش‌نگاری هنر عکس‌برداری حرکت و فیلم‌برداری است. واژهٔ سینما نیز کوتاه‌شدهٔ واژه سینِماتوگراف است. سینماتیک یا همان کینماتیک نیز از همین ریشه‌اند به معنی جنبش‌شناسی.

## تاریخچه
در سال‌های آغازین تاریخ سینما، دوربین فیلم‌برداری، فقط وسیله‌ای بود که رؤیای بشر، یعنی دیدن تصاویر واقعی بر پرده را محقق ساخته بود. با دوربین می‌شد هر آنچه را می‌توان با چشم دید، ضبط کرد و بعد بر پرده مشاهده کرد، به‌طوری‌که انگار این تصاویر بر پرده جان گرفته‌اند و همین برای تماشاگر آن زمان کافی بود. دوربین را در فاصله‌ای مشخص از سوژه، بدون حرکت یا چرخشی قرار می‌دادند و هر آنچه از دریچه دوربین قابل رویت بود، بر روی فیلم ضبط می‌کردند و سپس همان‌ها را بر پرده، مقابل دید تماشاگران، قرار می‌دادند. اما امروزه دیگر این گونه نیست. با تکنیک‌ها، حرکت دوربین‌ها و تمهیداتی که از طریق عدسی دوربین، فیلتر، انواع نورپردازی و … اعمال می‌شود، تصاویر و صحنه‌ها دیگر آن چیزی نیستند که در مقابل دریچه‌ی دوربین قرار دارد؛ این تکنیک‌ها دنیای فیلم‌سازی را دگرگون کرده‌اند و فیلم‌برداری به چنان پیشرفت و ظرافتی دست یافته‌است که باید به حق آن را هنر عصر تکنولوژی یا به تعبیری هنر تکنولوژیک نامید.
فیلم‌برداری تاریخش را با فیلم‌های سیاه و سفید آغاز کرد. اما با وجود آنکه تنها دو رنگ وجود داشت، باز هم با تکنیک‌ها و تمهیداتی که از سوی فیلم برداران توانمندی چون استنلی کورتز (Stanley Cortez) و گرگ تولند ابداع شدند، می‌شد رنگ خاکستری، سایه روشن‌های پیچیده و عمق میدان‌های عجیب و … ایجاد کرد و با وجود محدودیتی که در رنگ وجود داشت، حس صحنه را به خوبی منتقل کرد. ورود رنگ به سینما نیز آغازگر ابداعات جدید در عرصه فیلم‌برداری برای هر چه بهتر شدن تصاویر و تأثیرگذاری آن‌ها بود. همچنین با وجود آنکه سینما یک هنر دو بعدی است، اما تماشاگر به خوبی در آن، عمق، اندازها و فاصله‌ها را به صورت قابل قبول احساس می‌کند و همه این‌ها به مدد شیوه‌های مختلف فیلم‌برداری و پیشرفت هر چه بیشتر در ساخت ابزار فیلم‌برداری است.

## فیلم‌برداری حرفه‌ای
فیلم‌برداری مناسب و حرفه‌ای از سه عامل مهم سود می‌جوید:

### کادر و گروه فیلم‌برداری
اعضای این گروه، که متشکل از یک فرد اصلی به نام مدیر فیلم‌برداری و دستیاران و همکاران او مانند فیلم بردار، مسئول دوربین و … است، باید علاوه بر آگاهی از علم فیلم‌برداری و آشنایی کامل با ابزار مورد استفاده، از دیدی درست نسبت به سینما و نسبت به آنچه کارگردان از آن‌ها می‌خواهد، برخوردار باشند تا بتوانند به ذهنیات او به درستی عینیت ببخشند. در واقع باید در نظر داشت که سینما تنها به یک تصویر واضح و خوب نیاز ندارد؛ بلکه به خلق یک فضای تأثیرگذار، قابل قبول و جذاب نیاز دارد که بخش نسبتاً بزرگی از بار خلق این فضا به دوش فیلم‌برداری است که از طریق انواع تمهیدات فیلم‌برداری به انجام می‌رسد.

### نورپردازی
نورپردازی، در کنار فیلم‌برداری، باید به درستی انجام شود؛ زیرا بدون نورپردازی درست، نه تنها ممکن است تصویری واضح بر پرده ظاهر نشود، بلکه اساساً بدون نور، تصویری وجود ندارد. اما نورپردازی تنها برای دیدن تصویر نیست بلکه نورپردازی حرفه‌ای و هنرمندانه در تأثیر دراماتیک تصویر نیز بسیار مؤثر است.

### ابزار و وسایل فیلم‌برداری
پیشرفت‌های بسیاری در زمینه‌ی ابزار و وسایل فیلم‌برداری صورت گرفته‌است. دوربین فیلم‌برداری، از اجزای ویژه‌ای تشکیل شده که هر یک دارای تنوع در نوع و موارد مورد استفاده هستند؛ اجزایی مانند فیلم، عدسی و…. . همچنین با وجود شرکت‌ها و کارخانه‌های متعددی که به تولید این محصولات می‌پردازند، باید نسبت به خرید نوع اعلای آن با توجه به ظرافت و حساسیتی که این ابزار از آن‌ها برخوردارند، دقت کافی را به کار برد.